# 김거복
김거복(金巨福)은 조선 시대의 판소리 명창이다. 전라북도 부안에서 태어났다. 서편제 소리의 명창으로 목소리가 크고 아름다웠다고 전한다. 그 중에서 《수궁가》를 잘하였는데, 특히 용왕이 탄식하는 대목을 잘하였다. 65세의 나이로 세상을 떠났다.